# Образование за всички
Образование за всички (на английски: Education For All) e глобално движение, водено от ЮНЕСКО, което се стреми към удовлетворяване на образователните и от обучение нужди на всички деца, младежи и възрастни към 2015.
ЮНЕСКО има мандат да ръководи движението и да координира международните усилия за постигане на Образование за всички. Правителства, агенции за развитие, граждански общества, неправителствени организации и медии са само някои от участващите работни партньори по постигането на тези цели.
„Инициатива за бързо проследяване“ е създадена, за да се приложи Образование за всички движението с цел „ускорен процес към качествено за целия свят основно образование“.